# عين بوشريط
عين بوشريط موقع من عصور ما قبل التاريخ [الفرنسية] يقع ببلدية القلتة الزرقاء بولاية سطيف الجزائرية. اكتشف فيها عام 2018 أدوات حجرية أولدوانية التي يرجع تاريخها إلى ما يصل إلى 2,4 مليون سنة (Ma)، مما يجعلها أقدم موقع معروف من العصر الحجري القديم في شمال إفريقيا وثاني أقدم موقع أثري في العالم، ليأتي بعد موقع غونا في أثيوبيا، الذي يُعدّ أقدم موقع أثري معروف، ويُعتقد أنه يعود إلى 2.8 مليون سنة.
عين بوشريط هي جزء من مجمع العصر الحجري القديم في عين الحنش، والذي يضم عدة مواقع، بعضها يحتوي بالفعل على أدوات حجرية يعود تاريخها إلى حوالي 1.7 مليون سنة.

## تاريخ
في عام 2018، اكتشف فريق بقيادة الباحث الجزائري محمد سحنوني من المركز الوطني للبحوث في عصورما قبل التاريخ وفي علم الإنسان والتاريخ (CNRPAH) بالجزائر أدوات حجرية مقطوعة في طبقات طبقية في موقع عين بوشريط. وشارك في هذا المشروع كل من الإثيوبي سيليشي سيماو (Sileshi Semaw)، والمركز الوطني لأبحاث التطور البشري (CENIEH) في مدينة برغش بإسبانيا.
وفي 18 ديسمبر 2018، أعلن عز الدين ميهوبي، وزير الثقافة الجزائري، أنه يدرك أهمية الاكتشاف وأعلن أنه سيمضي في تأمين الموقع.

## الوصف
وتشمل اللقى أدوات حجرية مصنوعة من الصوان والحجر الجيري المحلي، وعظام حيوانات مستحاثة تحمل علامات قرع وقطع . ومع ذلك، لم يُعثر على أي مستحثات بشرية في الموقع حتى الآن.
تنتمي الأدوات الحجرية إلى ثقافة أولدوانية، والتي تم إثباتها منذ 2.6 مليون سنة في ليدي-جيرارو وكادا غونا [الإنجليزية]، في وادي أواش، في إثيوبيا، ولكن أقدم شهادة لها في شمال إفريقيا كانت حتى ذلك الحين في موقع عين الحنش، مؤرخة حوالي 1.7 مليون سنة.
وهي تشمل الحصى المشكلة [الفرنسية]، من الأنواع متعددة السطوح والشبه كروية، والأدوات ذات الحواف الحادة المخصصة لتقطيع جثث الحيوانات.

## التحليل
لا تسمح لنا اللقى الأحفورية والحجرية الموجودة في الموقع بمعرفة ما إذا كان رجال عين بوشريط قد ذبحوا الحيوانات المقطعة أم أنهم مجرد زبالين انتهازيين. ومع ذلك، يبدو أن الآثار المتبقية على العظام تشير إلى أن لديهم إمكانية الوصول الأساسي إلى جثث الحيوانات لاستخراج اللحوم، وهو ما يمكن تحقيقه عن طريق مزاحمة الحيوانات آكلة اللحوم بعد أن تقتل فرائسها مباشرة. وعلى أية حال، فإن هذا يدل على قدرة معينة على تنفيذ استراتيجيات جماعية للتخصيص .

## الـتأريخ
إن تأريخ هذه الحجارة المقطوعة، وهو أمر صعب في ظل عدم وجود طبقات بركانية في طبقات الموقع، تَطلب ذلك أربع طرق مستقلة:
- جيولوجية الطبقات الستراتغرافية وسرعة الترسيب المقدرة لها؛
- المغناطيسية القديمة، بواسطة عالم الجيولوجيا جوزيب باري، من CENIEH؛
- علم الأحياء الزمني، أي دراسة الحيوانات القديمة للثدييات المرتبطة بالأدوات الحجرية، من قبل عالم الحفريات جان فان دير ماد، من المتحف الوطني للعلوم الطبيعية في مدريد؛
- تطبيق الرنين الدوراني الإلكتروني على الأدوات الحجرية، بواسطة ماتيو دوفال، من جامعة جريفيث.

نتيجة هذه التحليلات هي نطاق يمتد من 1.9 إلى 2,4 مليون سنة مضت، مما يعني أن جنس بشراني سيكون قديمًا تقريبًا في شمال إفريقيا كما هو الحال في شرق إفريقيا، المنطقة الوحيدة في أفريقيا التي اكتشف فيها اكتشاف بقايا قديمة للصناعة الحجرية حتى الآن.

## الحيوانات القديمة
تم اكتشاف مستحثات الماموث الإفريقي يعود تاريخها إلى حوالي 2.2 مليون سنة (من أواخر العصر البليوسيني ) في عين بوشريط.